# Dumosh

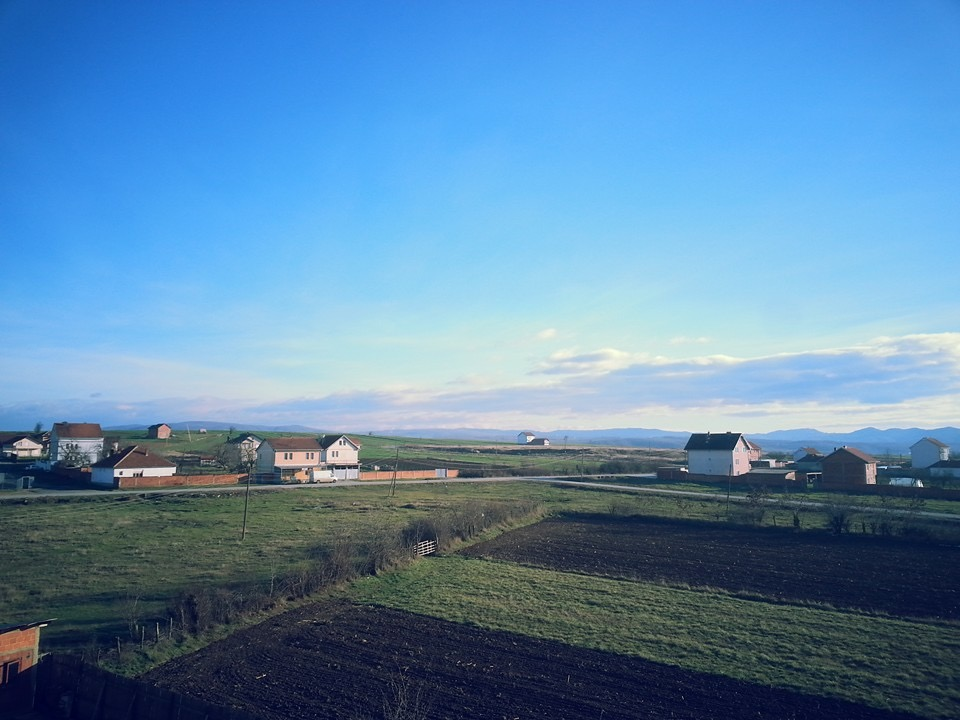
Vy över infarten till Dumosh.

Dumosh (albanska) eller Dumoš (serbiska) är en by 7 kilometer söder om Podujevos kommun i nordöstra Kosovo.
Dumosh gränsar till byn Sfeçël i nord, Shajkofc i öst, Batllava i syd och likaså till Siboc i Poshtëm såväl som Siboc i Epërm i syd.

## Demografi
Byn Dumosh är uppdelad i flertalet mahalla (kvarter) efter familjenamn såsom Podvorica, Kutleshi, Maqastena, Visoka osv. Dumoshs befolkning uppgick år 2011 till 1 207 invånare.
| År   | Invånare |
| ---- | -------- |
| 1948 | 678      |
| 1953 | 755      |
| 1961 | 794      |
| 1971 | 949      |
| 1981 | 1 078    |
| 1991 | 1 141    |
| 2011 | 1 207    |

## Personer från Dumosh
- Xhavit Bajrami, kickboxare

### Webbkällor
- Geographical Names
- Population Statistics